# USS Cero (SS-225)
USS Cero (SS-225) – amerykański okręt podwodny typu Gato, pierwszego masowo produkowanego wojennego typu amerykańskich okrętów podwodnych.